# Подолякин, Евгений Владимирович
Евгений Владимирович Подолякин (укр. Євген Володимирович Подолякін; род. 6 января 1946, Сталино) — советский, украинский и российский самбист, борец и дзюдоист, тренер; Заслуженный тренер Украины, Заслуженный работник физической культуры и спорта Украины (1998). Почётный динамовец.

## Биография
Родился 6 января 1946 года.
Занимался дзюдо и самбо. Выступал за спортивные общества «Динамо» (Донецк) и Вооружённые силы (Узбекская ССР).
Становился в борьбе самбо 2-м призёром чемпионата СССР (1973) в легчайшем весе, 3-м призёром чемпионатов СССР (1970 — в легчайшем весе; 1975 — в легком весе), а также 3-м призёром на летней Спартакиаде народов СССР 1975 года (лёгкий вес). Закончил спортивную карьеру в 1976 году.
После окончания спортивной карьеры занимался тренерской деятельностью в ДСО «Динамо» в Донецке. Один из учеников — Яков Хаммо.
Мастер спорта по дзюдо, самбо и вольной борьбе, Старший тренер – преподаватель по дзюдо Донецкой республиканской комплексной детско – юношеской спортивной школы «Динамо». Член исполнительного комитета Республиканской Федерации дзюдо (ДНР). Проживает в г. Донецке (ДНР).
По состоянию на 2023 год продолжает заниматься тренерской деятельностью, работает в ДСО «Динамо» в Донецке

## Награды
- Благодарность Правительства Донецкой Народной Республики - За высокий профессионализм, большой вклад в развитие физической культуры и спорта Донецкой Народной Республики и воспитание нового поколения спортсменов.